# Taschenboden

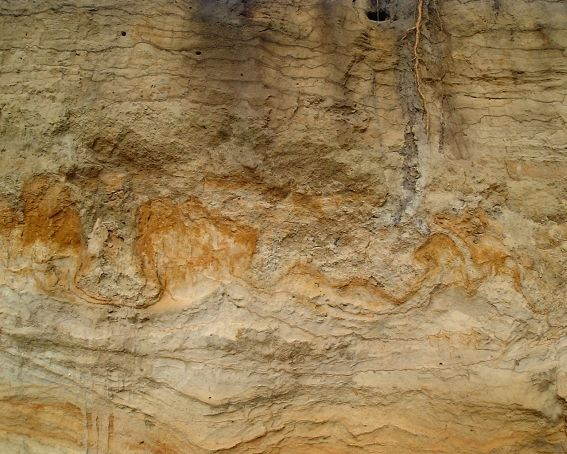
Pleistozäner Taschenboden im Landkreis Harburg (Niedersachsen)

Der Taschenboden ist eine durch Kryoturbation (Bewegungen des oberflächennahen Bodens durch Gefrierung und Wiederauftauen) geprägte Reliefform des Bodens (Frostmusterboden). Bei den Materialverlagerungen in der Auftauzone werden durch Verbiegungen und Verstauchungen die bestehenden Horizonte und Schichten unregelmäßig taschenartig eingestülpt. Feinkörnige Lagen sinken dabei in zumeist grobkörnigere Lagen ein. Taschenböden treten klimatisch bedingt und je nach Bodenaufbau und Bodenfeuchte mit unterschiedlicher Intensität in Tiefen bis zu mehreren Metern auf. 
In der Geologie werden ähnliche pleistozäne Erscheinungen auch als Würgeböden, Brodelböden oder Tropfenböden bezeichnet.